# Cementerio de Flower Hill
El Cementerio de Flower Hill, también conocido como Cementerio de Burtis y Cementerio Viejo en Flower Hill, es un cementerio histórico y un hito en Flower Hill, Nueva York, Estados Unidos.

## Descripción
Este cementerio se remonta a la era de la Revolución Americana, estuvo activo desde 1798 hasta 1896. Este sitio histórico es uno de los lugares más antiguos de Flower Hill. Muchos de los lugareños más destacados de estos primeros días están enterrados en este cementerio, incluidos los miembros de la familia Burtis, propietaria de una granja ubicada parcialmente sobre lo que ahora es el North Hempstead Country Club. Es propiedad de Incorporated Village of Flower Hill.
El 3 de abril de 2023, el cementerio de Flower Hill fue designado formalmente como Monumento histórico de Village of Flower Hill.

## Entierros
El cementerio tiene 8 lápidas y 10 entierros conocidos.